# César Edwin Martínez Correa
Cesar Edwin Martinez Correa (1 de noviembre de 1970, Líbano (Tolima), Colombia) es un cirujano plástico y director en la "Unidad Medico Quirúrgica de Cirugía Plástica Ambulatoria" en la Ciudad de Ibagué

## Reseña biográfica
Egresado de la Universidad de Caldas en donde obtuvo el título de Médico Cirujano.
Realizó una especialización en Cirugía Plástica, Estética y Reparadora en Buenos Aires- Argentina (Resolución 1553/04 Ministerio de Educación Nacional) en la Clínica Juri de Cirugía Plástica.
En el año 2004, en Brasil,  realizó diferentes rotaciones como Fellow en la Clínica Ivo Pitanguy y también con el doctor Ronaldo Pontes.
En el año 2012 y 2013 realizó una sub-especialización en Técnicas Oncoplásticas y Reconstructivas de la Mama en el Complexo Hospitalario Universitario de A Coruña- España. Asimismo estudio en la Escuela de Microcirugía Argentina con el apoyo de la Universidad Católica Argentina.

### Actualidad
Al día de hoy, el doctor César Martínez asistió a numerosos congresos, simposios y cursos de actualización en Cirugía Plástica ofrecidos por la Sociedad Colombiana de Cirugía Plástica y la Federación Ibero Latinoamericana de Cirugía Plástica y Reconstructiva FILACP.
Se desempeñó como docente Catedrático en la Facultad de Ciencias Médicas de la Universidad del Tolima por doce años, y forma parte como miembro activo de la Fundación Itachue. Con dicha fundación ha realizado cirugías plásticas a personas con condiciones físicas especiales, corrección de defectos faciales y corporales, tratamientos con obesos mórbidos y cirugías de corrección de cicatrices en población desfavorecida.
Actualmente, el doctor Martínez es el presidente de la Academia Colombiana de Cirugía Plástica Reconstructiva Estética. Los miembros de esta organización requieren como prerrequisito ser Médicos con Especialización en Cirugía Plástica.
El Cirujano es igualmente miembro de la Junta de la Liga Contra el Cáncer en el Tolima.
Dirige su propia Unidad Quirúrgica de Cirugía Plástica en Ibagué.

### Otros afines
- Miembro Activo de la Fundación Itachue
- Conferencista en Hipno-Coaching,[9] dictando conferencias empresariales junto a Aryel Hipnotista[10]

## Premios y reconocimientos
- Premio Internacional de la Excelencia a la Salud (2011)
- Exaltación (2011)
- Medalla Orden del Combeima (2011)